# Leptanilla revelierii

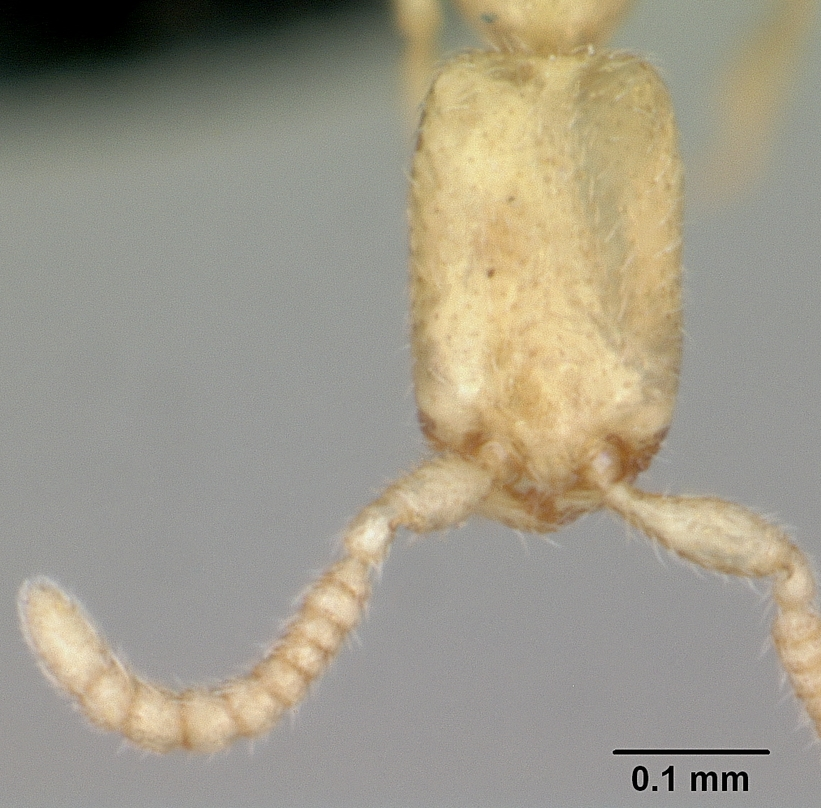
Голова муравья Leptanilla revelierii

Leptanilla revelierii  (лат.) — вид мелких муравьёв рода Leptanilla из подсемейства Leptanillinae (Formicidae). Палеарктика.

## Распространение
Встречается в Южной Европе (Испания, Италия-Сардиния, Мальта, Португалия, Франция-Корсика) и северной Африке (Алжир, Марокко, Тунис).

## Описание
Мелкого размера муравьи желтовато-коричневого цвета с 12-члениковыми усиками (длина тела от 1,0 до 1,6 мм), отличающиеся относительно более длинным скапусом, вдвое превосходящим апикальный членик жгутика (у близкого вида Leptanilla morimotoi они примерно равны), прямым передним краем наличника, наличием небольшого выступа петиоля (у сходного вида Leptanilla kubotai этот выступ отсутствует). Рабочие особи слепые (сложных глаз нет). Жвалы с 3 зубцами. Тело покрыто редкими короткими волосками. Голова длиннее своей ширины, боковые края немного выпуклые. Длина головы (HL) 0,25-0,35 мм, ширина головы (HW) 0,16-0,27 мм. Усиковые валики и усиковая булава отсутствуют, место прикрепления антенн открытое и расположено около переднего края головы. Скапус усиков короткий (короче головы). Метанотальная бороздка отсутствует. Стебелёк между грудкой и брюшком состоит из двух узловидных члеников (петиоль и постпетиоль). Жало развито. Вид был описан в 1870 году итальянским мирмекологом Карло Эмери.